# Hexadecanal
Hexadecanal ist eine organische Verbindung aus der Gruppe der Alkanale.

## Vorkommen
Hexadecanal ist eine Semiochemikalie bei Menschen und anderen Säugetieren, die unter anderem das Aggressionsverhalten von Menschen beeinflusst. Menschen sondern Hexadecanal über Haut, Atem und Stuhl ab. Der Effekt auf das Aggressionsverhalten ist geschlechterabhängig, in einer Studie zu dem Thema wurde bei Männern eine statistisch signifikante Verringerung der Aggression beim Einatmen von Hexadecanal festgestellt, bei Frauen hingegen eine statistisch signifikante Verstärkung der Aggression.
Daneben kommt es als Bestandteil diverser Insektenpheromone vor, unter anderem im Sexpheromon männlicher Schmetterlinge der Art Bicyclus anynana (Familie Edelfalter), bei weiblichen asiatischen Laubholzbockkäfern (Anoplophora glabripennis), bei weiblichen Conogethes punctiferalis (Familie Rüsselzünsler) und als Minderkomponente bei weiblichen Chilecomadia valdiviana (Familie Holzbohrer).

In Pflanzen kommt Tridecanal als Komponente ätherischer Öle vor, beispielsweise aus dem Nordafrikanischen Strandflieder, sowie aus den Moosen Breutelia tomentosa (Familia Bartramiaceae), Campylopus richardii (Gattung Campylopus) und Thuidium peruvianum (Familie Thuidiaceae).

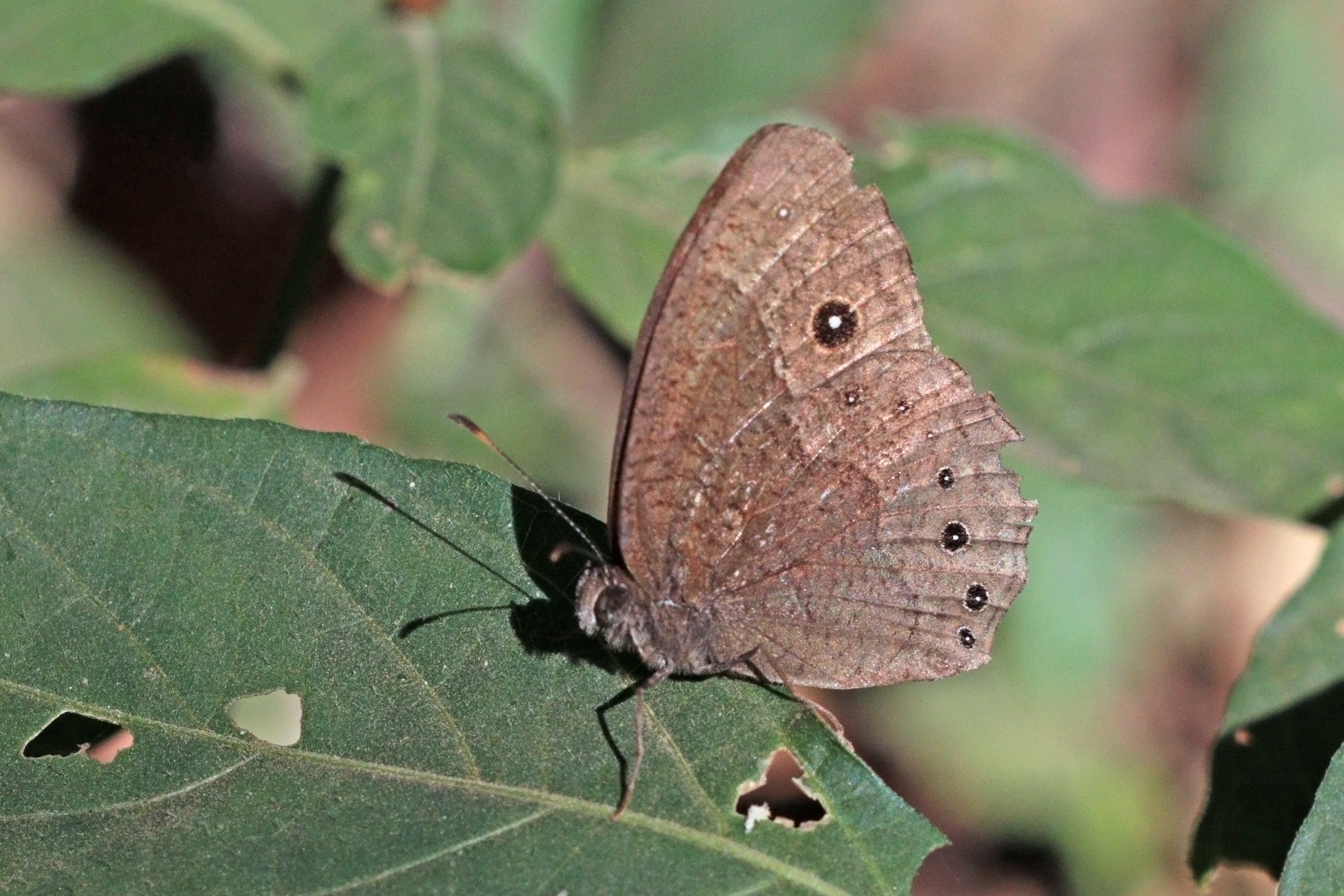
Bicyclus anynana
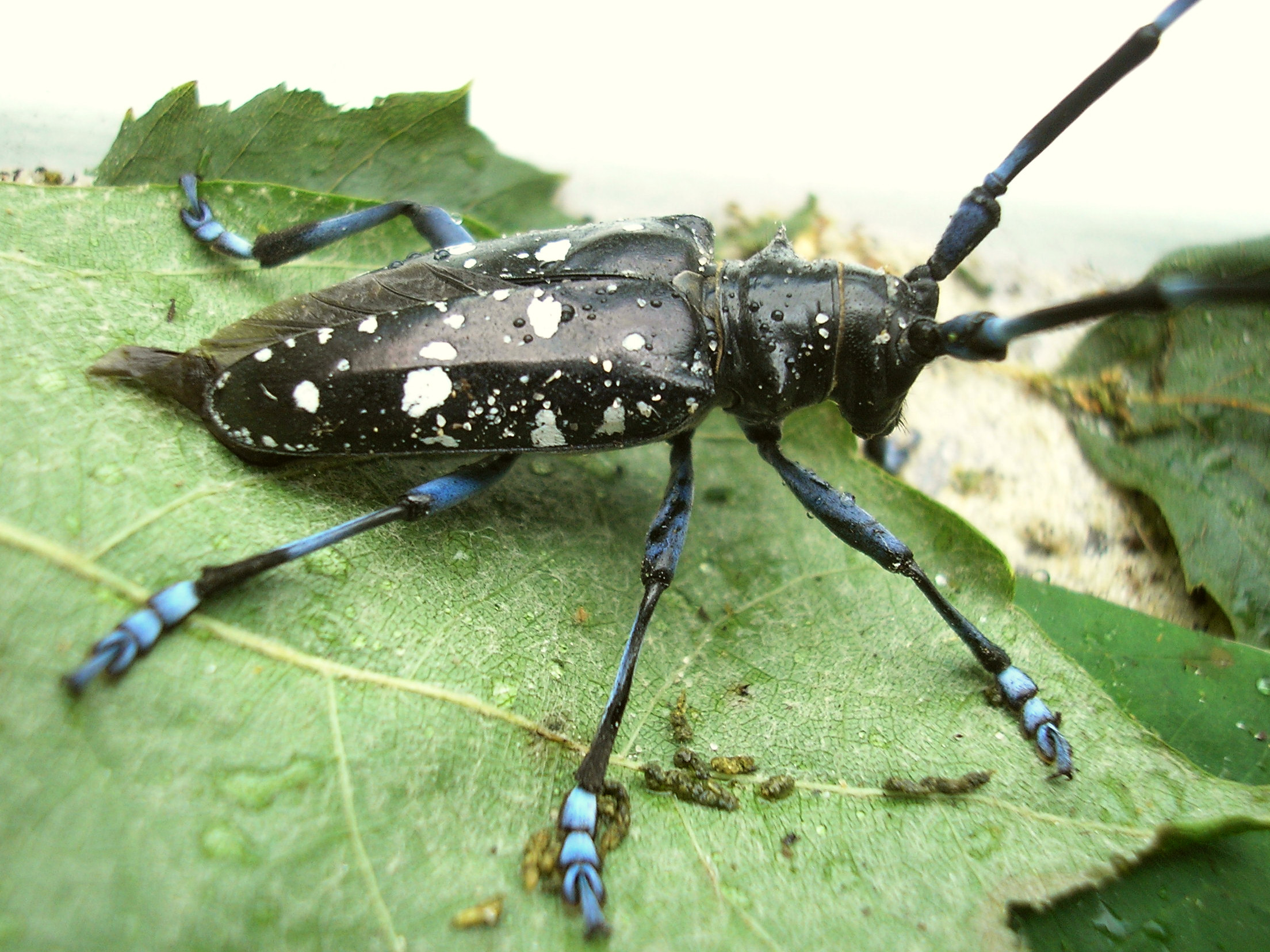
Asiatischer Laubholzbockkäfer
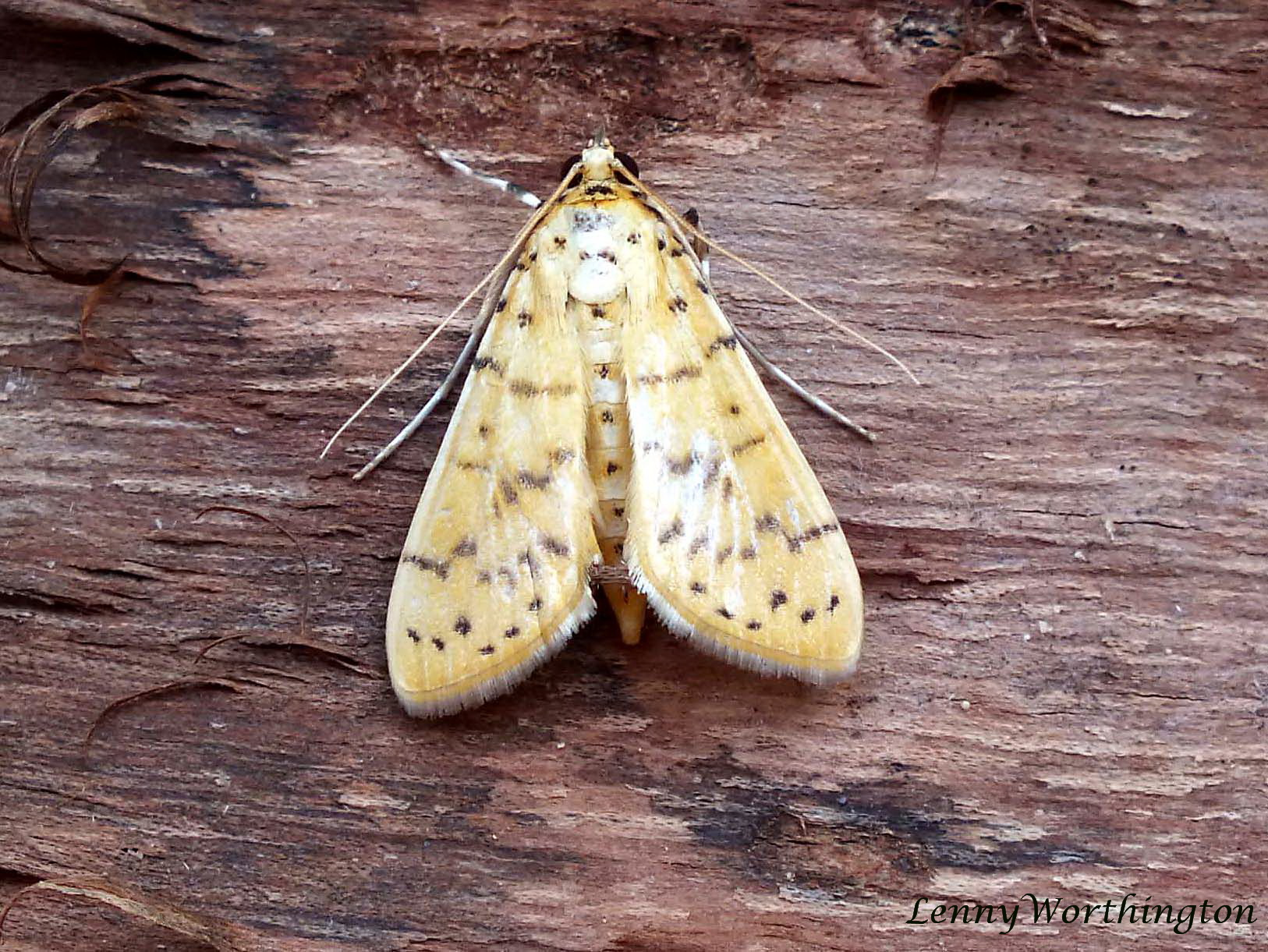
Chilecomadia valdiviana

## Verwendung
Hexadecanal ist in der EU unter der FL-Nummer 05.152 als Aromastoff für Lebensmittel zugelassen.